# Evropská společnost
Evropská společnost, též evropská akciová společnost (neboli Societas Europaea, zkráceně SE) je akciová společnost založená podle Evropského práva obchodních společností. Je upravena nařízením Rady č. ES/2157/2001 ze dne 8. října 2001 o statutu evropské společnosti a směrnicí Rady 2001/86/ES z téhož dne, kterou se doplňuje statut evropské společnosti s ohledem na zapojení zaměstnanců. V českém právním řádu je upravena zákonem č. 627/2004 Sb. I když je v České republice registrována většina evropských společností, nejsou příliš využívané pro velké společnosti. V Evropě má formu evropské společnosti 9 z 50 společností z akciového indexu Euro Stoxx 50 (18%), například Airbus, Allianz, BASF, E.ON, Louis Vuitton, SAP, Schneider Electric nebo Unibail-Rodamco.

## Právní režim
Právní režim společnosti je mnohovrstevný. Pořadí aplikovatelnosti jednotlivých normativních zdrojů je následující:
- nařízení o statutu společnosti (a příslušná směrnice)
- stanovy společnosti, jestliže to nařízení výslovně stanovuje
- v případě záležitostí tímto nařízením neupravených nebo záležitostí nařízením upravených pouze částečně ve věcech, které neupravuje:
  - právní předpis přijatý členským státem ve vztahu ke společnosti (v České republice je jím zákon č. 627/2004 Sb. o evropské společnosti)
  - právní předpis členského státu, který se vztahuje na akciovou společnost založenou podle práva sídelního státu (v České republice Zákon o obchodních korporacích a případně další předpisy)
  - stanovami společnosti stejným způsobem, jako u akciové společnosti založené v souladu s právními předpisy sídelního státu

Pokud je předmět podnikání společnosti upraven zvláštními vnitrostátními předpisy, tyto právní předpisy se plně na společnost uplatňují.

## Založení a přeměna
Způsoby založení jsou taxativně vymezeny v příslušném nařízení. Jsou to tyto:
- fúze alespoň dvou akciových společností, které podléhají právním předpisům různých členských států. Výsledná společnost může mít sídlo i na území třetího členského státu. Tento způsob je rozšířený.
- založení holdingové společnosti z akciové společnosti a společnosti s ručením omezeným, které se řídí právem různých členských států nebo mají alespoň dva roky dceřinou společnost řídící se právem jiného členského státu nebo pobočku nacházející se v jiném členském státě. Tento způsob není příliš rozšířený.
- založení dceřiné společnosti úpisem akcií společnostmi dle čl. 48 odst. 2 Smlouvy o založení Evropského společenství (tedy veškeré právnické osoby, jejichž činnost má lukrativní povahu), které se řídí právem různých členských států nebo mají alespoň dva roky dceřinou společnost řídící se právem jiného členského státu nebo pobočku nacházející se v jiném členském státě. Tento způsob není příliš rozšířený.
- transformací akciové společnosti založení podle práva členského státu a mající sídlo a správní ústředí v členském státu, pokud má alespoň dva roky dceřinou společnost řídící se právem jiného členského státu. Výsledná společnost musí mít sídlo na území členského státu původní akciové společnosti. Tento způsob je rozšířený.
- založení dceřiné společnosti jiné evropské společnosti. Tento způsob je rozšířený.

Ve všech případech musí upsaný základní kapitál činit nejméně 120 000 euro. Protože ČR nepřistoupila k euru, musí být základní kapitál vyjádřen v českých korunách. Následně se rozvrhne do odpovídajícího množství akcií.
Společnost se může přeměnit na akciovou společnost řídící se právem členského státu, ve kterém se nachází její sídlo. To může být výhodné, vzhledem k možnostem změny sídla (viz níže). Rozhodnutí o přeměně však lze učinit nejdříve po uplynutí dvou let od jejího zápisu do obchodního rejstříku a po schválení prvních dvou ročních účetních závěrek.

## Sídlo a struktura
Společnost musí mít sídlo na území některého ze států Evropského hospodářského prostoru. Na území stejného státu se musí nacházet i správní ústředí společnosti. Společnost může postupem dle nařízení své sídlo přemístit na území jiného členského státu, což patří mezi její největší výhody.
Pokud se společnost, která působí ve více členských státech, stane evropskou společností, stačí, aby se zapsala jen v jednom státě, a její status bude uznán i v ostatních členských státech. Místem registrace je stát, v němž je faktické sídlo společnosti.

## Daně
I přes registraci ve státě, v němž je vedení firmy, bude společnost odvádět daně nadále ve všech místech, kde vyvíjí činnost. Může podléhat srážkové dani ve státech, z nichž plynou dividendy a úroky, tzn. musí se brát v úvahu Smlouvy o zamezení dvojího zdanění. Očekává se, že implantace SE jako právní formy zvýší daňovou soutěž mezi členskými státy. Vztahují se na ni Směrnice 90/435/EHS o mateřských a dceřiných společnostech a 2003/49/ES o jednotném zdaňování úroků a licenčních poplatků mezi propojenými osobami.
Problémy SE:
- Neexistence plného započtení ztráty v jednom členském státě proti ziskům z aktivit v jiném státě. Může docházet ke dvojímu zdanění. Většina států neumožňuje si započíst ztrátu ze zahraniční pobočky.
- Transfer pricing. Toto a problém se ztrátami by mohla Konvence 90/436/ES o arbitrážních obchodech.
- Dluhové financování dceřiných společností tzv. pravidla nízké kapitalizace. Neexistuje opatření, které by státům zakazovalo TP aplikovat.
- Zdaňování zisků ovládaných zahraničních společností dle národních daňových režimů tzv. CFC režimy. Neexistuje opatření, které by státům zakazovalo toto aplikovat.
- Stálá provozovna. Neexistence stejné definice ve všech státech EU.
- Dodatečné daňové náklady spojené s přeměnami společností.

## Správa, zodpovědnost a organizační struktura vedení
Stejný rozsah jednatelského oprávnění mají delegovaní generální ředitelé i samotné představenstvo (též správní rada) jako celek. Statutárním orgánem společnosti je generální ředitel.
Zakladatelé společnosti mohou volit mezi monistickou a dualistickou strukturou společnosti.
Dualistická struktura je prakticky shodná s pojetím akciové společnosti v českém právu.

### Monistická struktura
V případě monistické struktury stojí v čele společnosti správní rada v čele s předsedou. Ten může být zároveň generálním ředitelem (v angl. CEO) a předseda pak zastává obě pozice zároveň.
Jako generální nebo výkonní ředitelé mohou být angažovány také osoby odlišná od předsedy správní rady. V rámci správní rady pak funguje jak předseda, tak generální ředitel (event. více výkonných ředitelů). Ti jsou odpovědni za běh společnosti, předseda má organizační, příp. kontrolní funkce, a platí pravidlo, že počet členů správní rady bez výkonných funkcí musí být vyšší než počet těch aktivně řídících.
To, zda je pro společnost prospěšné spojení funkcí v jedněch rukách je předmětem diskusí.

### Dualistická struktura
Tato struktura je strukturou vlastní českému prostředí. Výkonnou mocí je nadáno představenstvo a kontrolní dozorčí rada. V postavení těchto orgánů není velký rozdíl od české a.s.

## Praxe
Ačkoliv návrh statutu evropské společnosti původně obsahoval i úpravu jednotného zdaňování, v konečná verzi žádná ustanovení týkající se daní nejsou. Je tedy třeba aplikovat daňové předpisy jednotlivých členských států, které většinou fungují na principu zdaňování provozovny, kdy sídlo není relevantní. Přesto pro některé společnosti může být flexibilita přenášení sídla z daňového hlediska výhodná.
V červenci 2017 existovalo přes 2800 evropských společností,. Mezi největší evropské společnosti patří Airbus Group, Allianz, BASF, E.ON, Fresenius, LVMH – Moët Hennessy Louis Vuitton, SAP, Schneider Electric či Unibail-Rodamco. V České republice mezi největší patří společnosti Finep a NH - TRANS.